# Christoph Ignaz Abele
Christoph Ignaz Abele (né en 1627 à Vienne, mort le 12 octobre 1685 dans la même ville) est un homme d'État autrichien.

## Biographie
Sa famille originaire du Brisgau est anoblie en 1547. Un ancêtre, Abele, faisait partie de la cour de l'empereur Maximilien Ier.
Le 5 novembre 1665, lui et son frère Matthias reçoivent de Léopold le titre de "von und zu Lilienberg, Erbherr aus Hacking". Sa position en tant que référendaire pour les affaires intérieures lui donne une grande influence sur les propriétaires de domaines en 1666 et en 1667.
En 1670 et 1671, il fait partie du tribunal d'instruction du procès du "complot des magnats". En 1674, il entre dans le conseil des ministres. En 1679, il est nommé en succession de Georg Ludwig von Sinzendorf président de la Chambre des comptes.
En 1681, il est nommé au Geheimer Rat. En 1683, il renonce à la présidence de la Chambre des comptes mais en reste membre. Peu de temps avant sa mort, il apparaît comme un commissaire du gouvernement en Hongrie.
Il est un mécène de l'église des Servites de Vienne.

## Source de la traduction
- (de) Cet article est partiellement ou en totalité issu de l’article de Wikipédia en allemand intitulé « Christoph Ignaz Abele » (voir la liste des auteurs).